# キャスケット

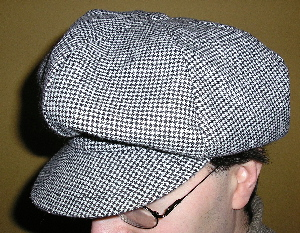
キャスケット

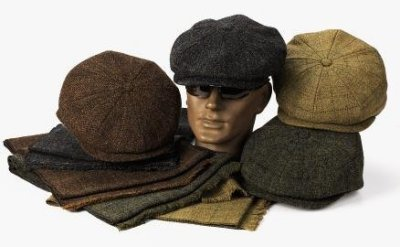
様々なキャスケット

キャスケット（casquette）は、ハンチング帽（鳥打帽）の一種。アメリカなどでは、新聞売りがかぶっていたことから、ニュースボーイ・キャップ（newsboy cap）と呼ばれる。またドイツでは、頭頂部が風船のように膨らんでいることから、風船帽（Ballonmütze）と呼ばれる。
キャスケット（カスケット）は、フランス語のカスク（casque、かぶと・ヘルメット）の指小形（-ette）で、前びさし（前方のみのつば）がある帽子のことである。つまり本来は、たとえば野球帽などもキャスケットの一種である。またしばしば、職業や職務を示す制帽を特に意味することもある。仏英辞典などでは「cap」と訳されるが、前びさしのない帽子は含まない。
本来ハンチング帽と同種のものであるが、日本では区別される。その定義は非常に曖昧だが、主にハンチングでトップが2枚・4枚・6枚・8枚、と分かれているものをキャスケットと呼ぶことが多い。
19世紀から20世紀初頭にかけて欧米の間で流行し、とりわけ1910年代から1920年代にかけては労働者や下級層の間で広く被られた。ただし、その定義が曖昧であると先に述べた通り、対極である貴族らにも被られた本来のハンチング帽と外見的に大きな違いがないことも多く（特に上記の2番目の画像に見られるような、頭頂部の膨らみが少なく、前びさしが短いタイプなど）、当時「キャスケット＝労働者の帽子」と簡潔に結びつけられていたわけではないことに留意である。20世紀中期以降は、ファッションアイテムとして未だに広く被られている。

## 愛用していた有名人
フリーデンスライヒ・フンデルトヴァッサー、グレゴリー・ポーター、ブライアン・ジョンソンらが知られている。
とりわけ、ロシアの革命家であるウラジーミル・レーニンも生前愛用していたことで知られ、彼を描いた絵や写真では、キャスケットを被った姿のものが多い。この事から、「レーニン帽」（列宁帽）と呼ばれることもあり、紅軍や人民解放軍で被られていた、いわゆる人民帽の由来になったとも伝えられる。ただし、ロシア革命の頃の写真で確認できるレーニンの帽子には顎紐ないし顎紐状の飾りが見られ、むしろマリンキャップに通じる特徴を有していた。
日本ではデビュー当初の桜田淳子が衣装として白いキャスケットを多用していたが、当時はエンジェルハットと称されていた。

## ギャラリー

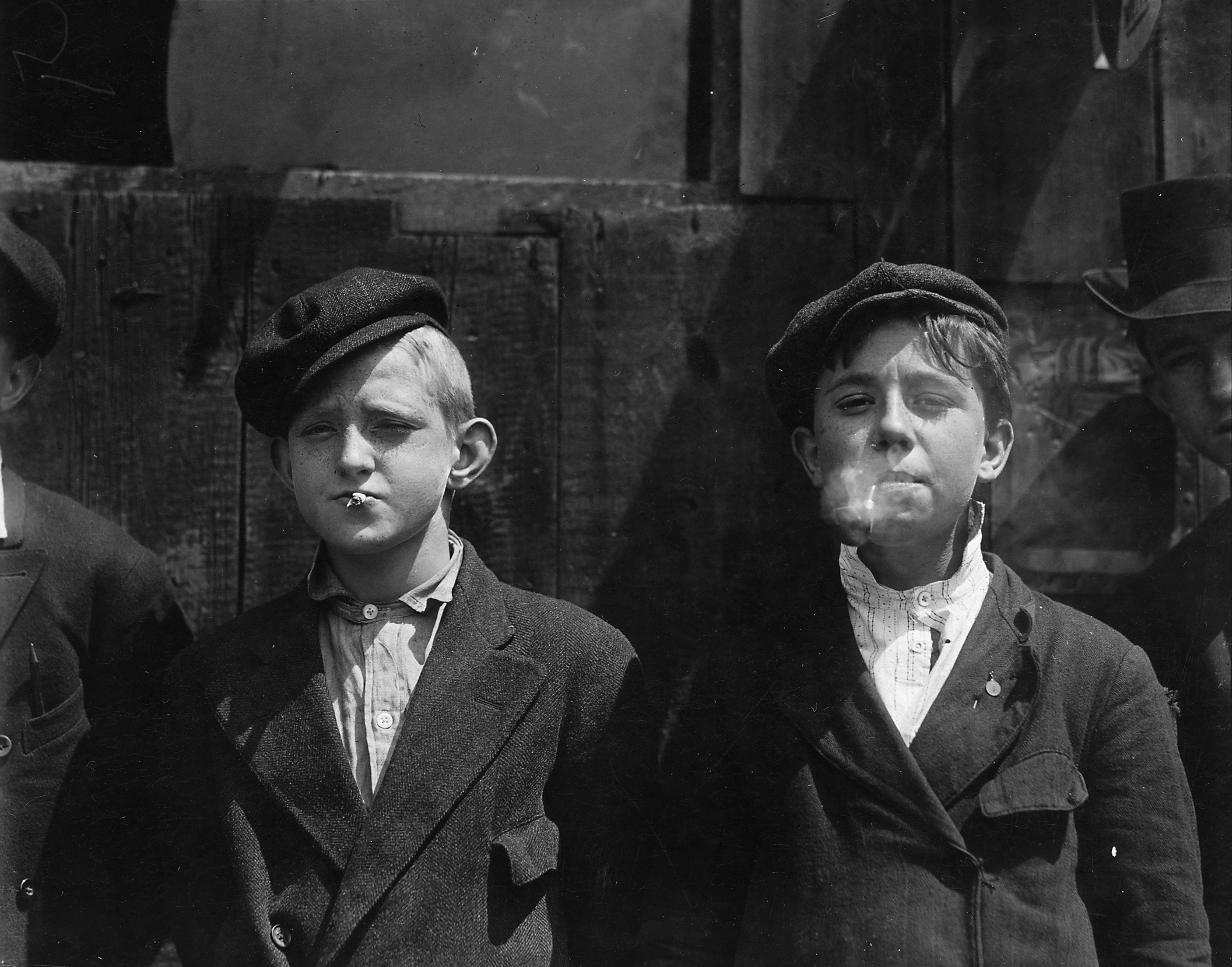
新聞売りの少年（1910年代）
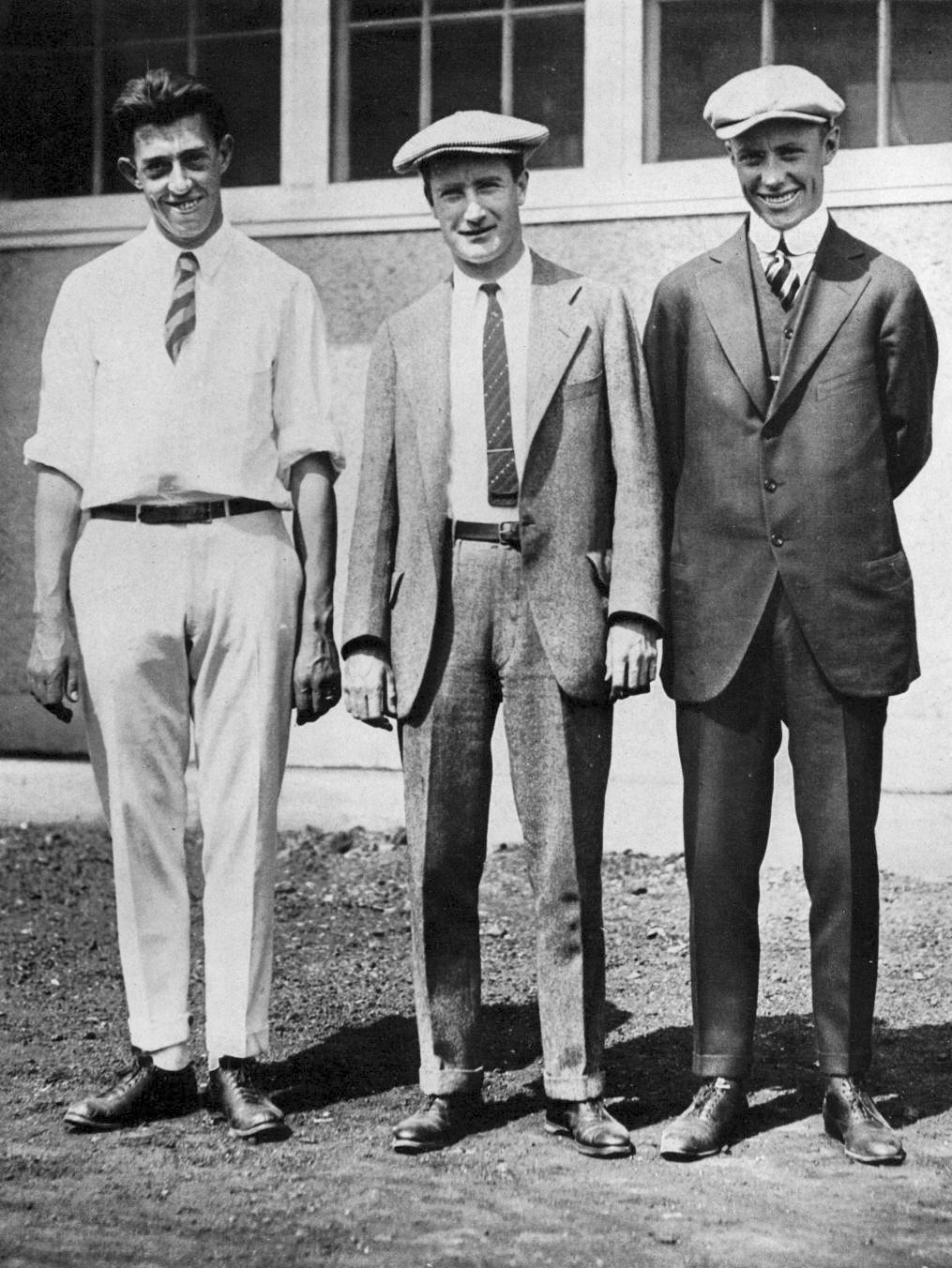
アマチュアゴルファー（1915年）
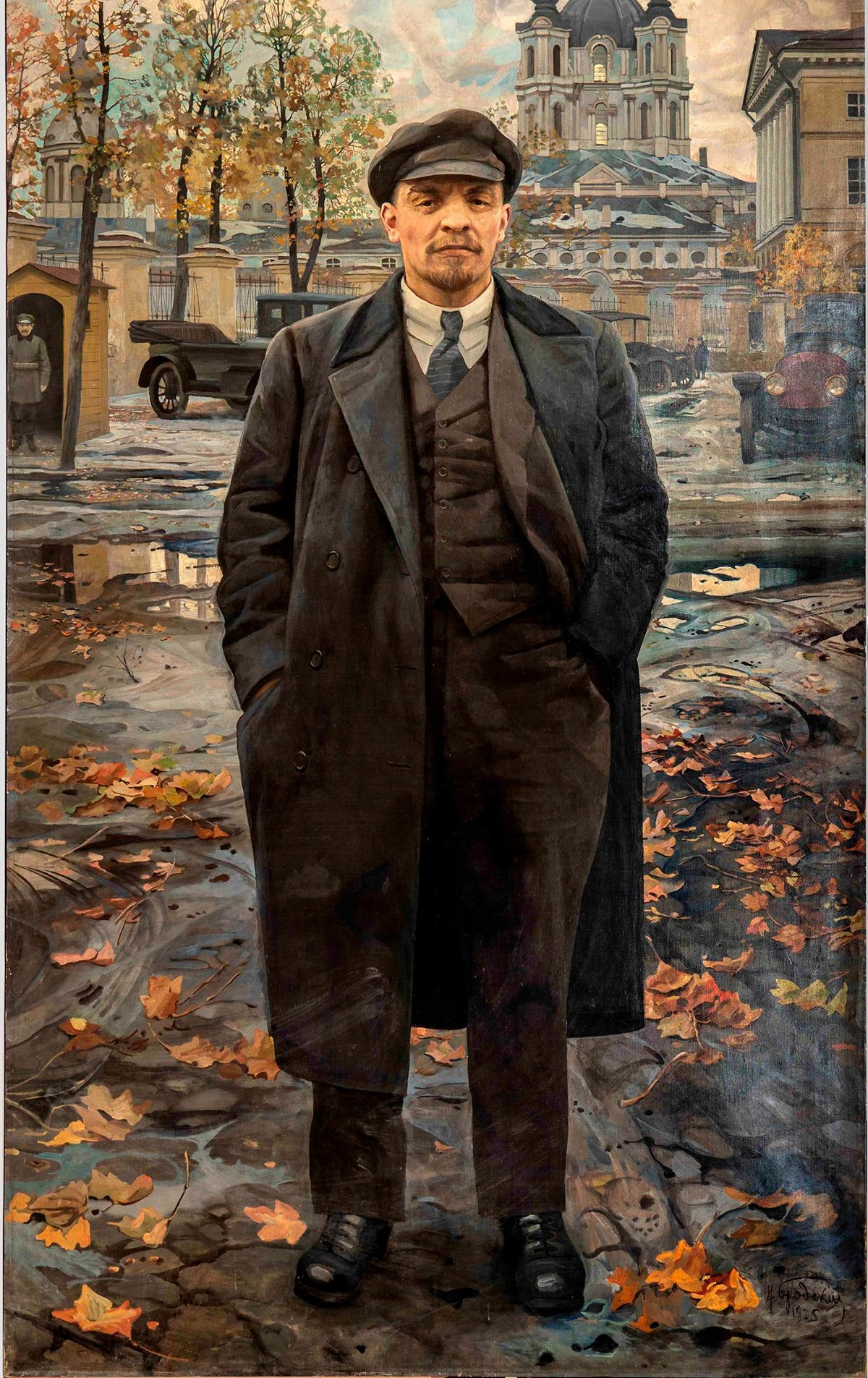
レーニンの肖像画
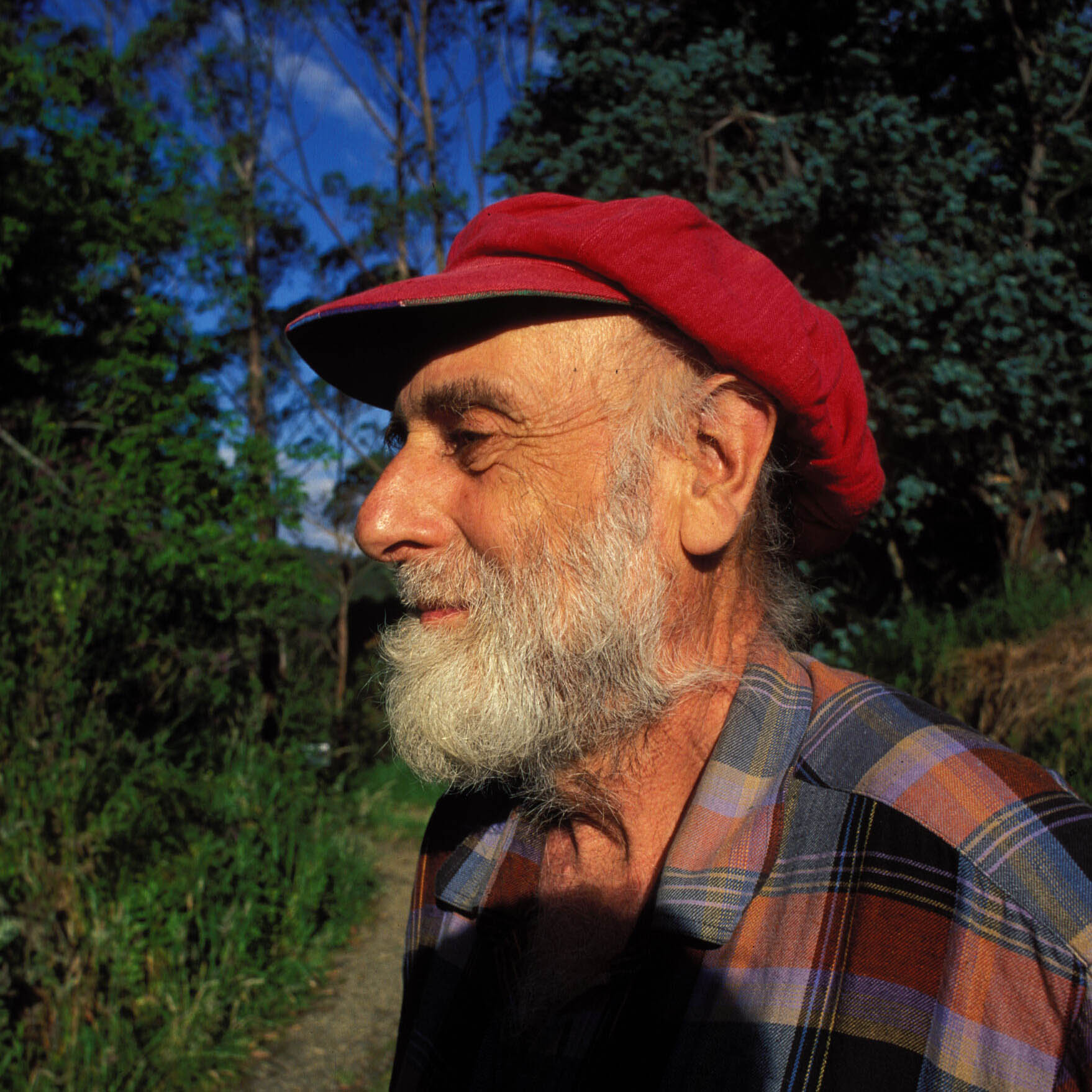
フリーデンスライヒ・フンデルトヴァッサー
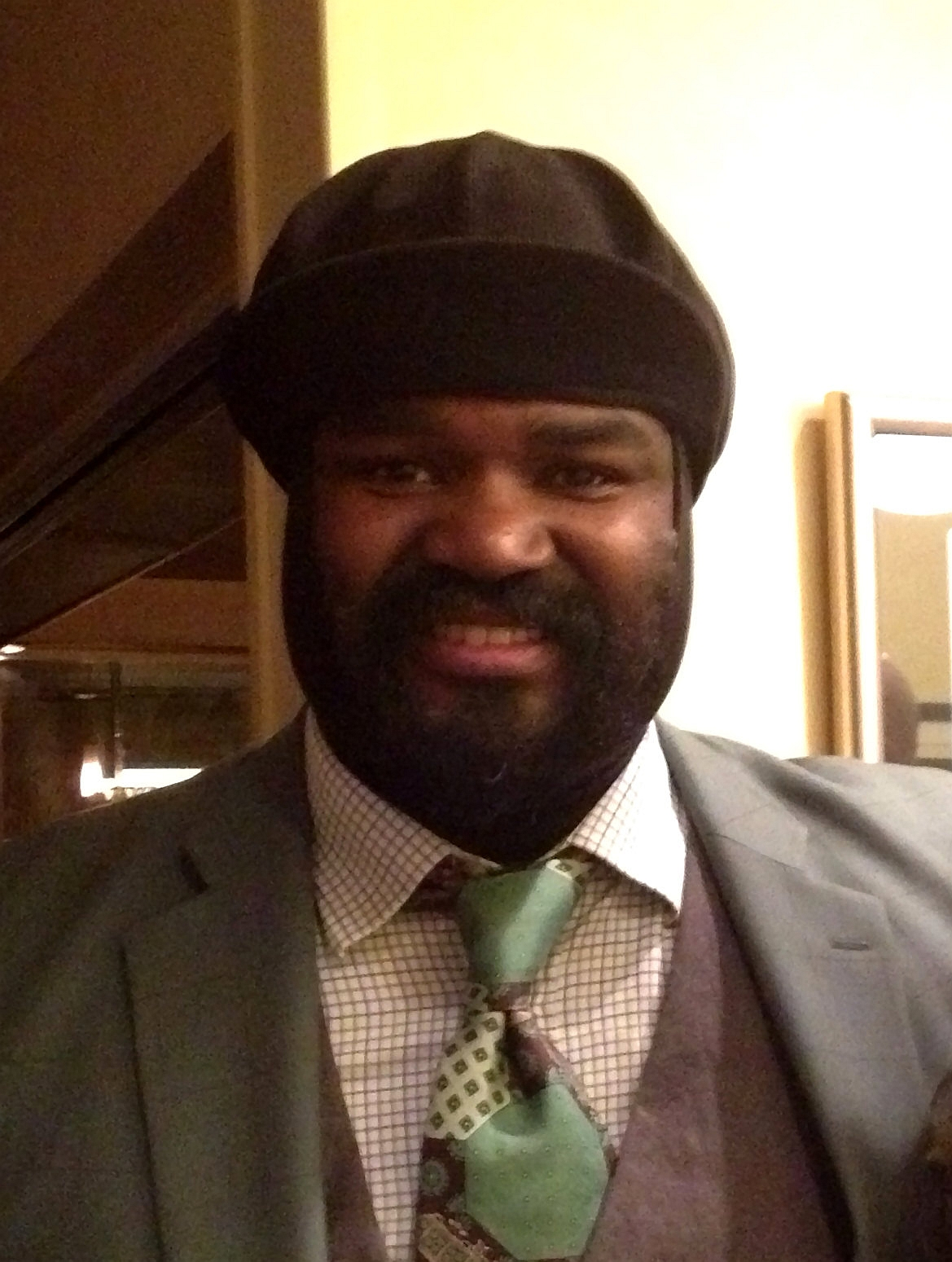
グレゴリー・ポーター
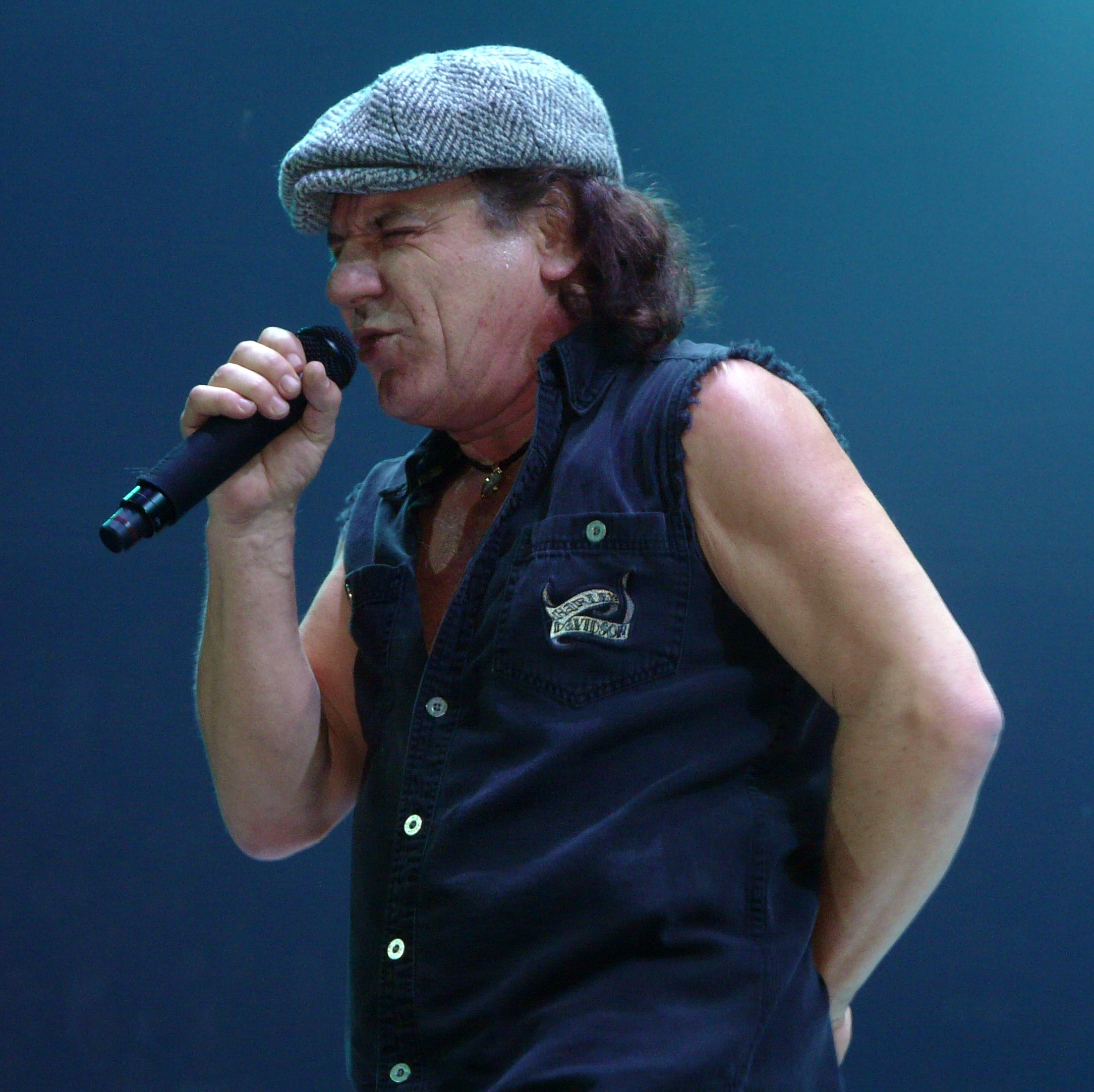
ブライアン・ジョンソン